# Alfhild Agrell – rebell, humorist, berättare

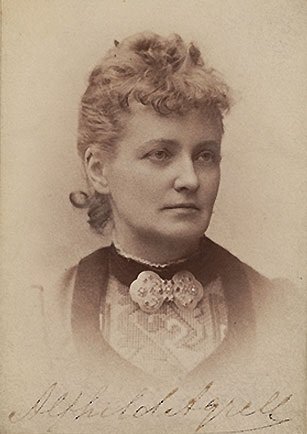
Alfhild Agrell (1849–1923)

Alfhild Agrell – rebell, humorist, berättare är en biografi över den svenske författaren Alfhild Agrell, skriven av Ingeborg Nordin Hennel och utgiven på Atrium Förlag 2014.
Boken är den första biografin över Agrell och det hitintills största arbetet om hennes liv och diktning.

## Mottagande
Dagens Nyheters recensent Maria Schottenius kallade boken för en "stridsskrift för Alfhild Agrell, välskriven och välgörande. En klart feministisk handling." Östgöta Correspondenten kallade boken för "En välbehövlig upprättelse!" och ansåg den vara "utomordentligt underhållande" och "dynamisk". Recensent berömde även Nordin Hennel för hennes "intressanta miljöbeskrivningar och spännande verkanalyser insatta i sitt genuspolitiska och litterära sammanhang".